# چائیرلی
چائیرلی {{ترکی|Çayırlı) (به کردی: Mans/Mose) یک منطقهٔ مسکونی در ترکیه است که در استان ارزنجان واقع شده‌است. چائیرلی ۱٬۵۲۰ متر بالاتر از سطح دریا واقع شده‌است. اهالی آن از کردهای علوی شیعه و ترک سنی هستند.